# Milovská kotlina
Milovská kotlina je krajinná oblast (horopisná jednotka) a geomorfologický okrsek o rozloze 13,48 km2 v centrální části Žďárských vrchů, součást Hornosvratecké vrchoviny v regionálním členění georeliéfu (tvaru zemského povrchu) Česka. Leží z hlediska administrativně správního na katastrálním území městyse Sněžné, obce Křižánky a severním okrajem na katastrálním území města Svratky v okrese Žďár nad Sázavou náležejícím do Kraje Vysočina.
Krajinná oblast má přibližně tvar oválné sníženiny, orientované severozápad – jihovýchod, v jihovýchodní části kolem Milovského rybníka zúžený. Nejdelší vzdálenost činí přibližně 7 km mezi svahy vrcholu U Osla (708,8 m) nad Holcovským potokem a Vrchy (725,9 m) nad korytem Blatinského potoka, na linii Moravská Cikánka – Sněžné na Moravě, na šířku kolem 3 km na území města Svratky a také obce Křižánky a kolem 2 km na území městyse Sněžné.
Typem georeliéfu sníženina v nadmořských výškách přibližně 588–674 m, tvoří ji metamorfity svrateckého krystalinika, dvojslídný svor, v úzkém pásu na severu také ortorula a v malých ostrůvcích na jihu mramor (krystalický vápenec, dolomit) a drobně zrnitá biotitická rula, okraje sníženiny lemují dvojslídný migmatit až ortorula z období paleozoika až proterozoika.
Dno podélné kotliny tvoří nivní sedimenty vytvořené řekou Svratkou, sníženina omezena svahy hřbetů budovaných migmatity a ortorulou, na severovýchodě v geomorfologickém okrsku Borovský les, na východě a jihu v Pohledeckoskalské vrchovině, na jihozápadě hřbety se skalními útvary v geomorfologickém okrsku Devítiskalská vrchovina (například Drátenická skála, Malinská skála, Černá skála, Bílá skála, Devět skal), na severozápadě nižším hřbetem mezi Herálcem a Svratkou.
Horopisem (orografie) se dno sníženiny v úrovni hladiny řeky Svratky pohybuje přibližně v rozmezí nadmořských výšek 588 až 614 m, od koryta řeky stoupá terén k rozhraní sousedních geomorfologických okrsků, nejvyšších nadmořských výšek dosahuje v polohách nad 670 m a na okrajích kotliny, podle vrstevnicové mapy až kolem 700 m v oblasti přírodní památky Drátenická skála.
Nejvyšší vrchol se zeměpisným jménem (oronymum) Na borovině s nadmořskou výškou 674 m leží na úzkém hřbetu v severozápadní části kotliny na katastrálním území obce Křižánky v okrese Žďár nad Sázavou náležejícím do Kraje Vysočina.

## Geografie
V geografii Česka je krajinná oblast podle vrstevnicové mapy situována v nadmořských výškách přibližně od 588 m na úrovni řeky Svratky do více než 700 m v okrajové části horopisné jednotky (severní část přírodní památky Drátenická skála). Sníženinu ohraničují hřbety Žďárských vrchů, v severozápadní části se nachází výrazný geomorfologický útvar s nejvyšším vrcholem „Na borovině“ (674 m). Do oblasti Milovské kotliny zasahují také části svahů klesajících hřbetů vrchoviny sousedních geomorfologických okrsků, Borovského lesa s výškovým bodem Horka (614,6 m) pod lokalitou Čtyřpaličatých skal a Devítiskalské vrchoviny s výškovým bodem Sochův kout (675,5 m) na vrcholu svahové kupy.
Krajinnou oblast lze přibližně vymezit obcemi (místy) po jejím obvodu (bez územních výstupků) od nejsevernějšího bodu: Svratka (katastr Česká Cikánka, lesní lokalita pod Bílou skálou v poloze 634 m n. m., západně od výškového bodu U bílé skály 688,6 m n. m.) – České Křižánky (lokalita U kříže – výškový bod Horka 614,6 m n. m.) – České Milovy (jižní okraj přírodní rezervace Čtyři palice) – Milovy (Blatinský potok) – Sněžné (lokalita Planec – Blatinský potok) – Blatiny (místní komunikace v poloze 678 m n. m. – severní část přírodní památky Drátenická skála – Stříbrná studánka pod přírodní památkou Malinská skála) – Sněžné (Studený potok v poloze 648 m n. m.) – Moravské Křižánky (Kyšperský potok v poloze 662 m n. m.) – Moravská Svratka (Holcovský potok – Brušovecký potok v poloze 648 m n. m.) a opět Svratka (katastr Česká Cikánka, lesní lokalita pod Bílou skálou).

### Původ názvu
Zeměpisné jméno (oronymum) je odvozeno od názvu sídelní lokality Milovy, vzniklé v roce 1731 na pozemcích uváděných jako louky a potok „Milojovi“ (odtud pojmenování původně osady). Podél řeky Svratky, tvořící v širokém údolí také přirozenou hranici mezi Čechami a Moravou, postupně roztroušená výstavba drobných lidových stavení, na pravém (moravském) břehu Svratky označována Moravské Milovy, dnes jednoslovný název Milovy, části městyse Sněžné, na levém břehu řeky (na území Čech) vznikla sídelní lokalita s názvem České Milovy, dvojslovný název ponechán části obce Křižánky.

### Geomorfologie a přírodní poměry
Geomorfologie řadí Milovskou kotlinu mezi geomorfologické okrsky v rámci regionálního členění georeliéfu provedeného systémově pro celé území Česka. Řádově nejnižší geomorfologická jednotka se dále nedělí, charakterizuje ji obecně typ georeliéfu se stejným původem povrchových tvarů a s podobnou výškovou polohou. V seznamu geomorfologických jednotek České republiky je označena pětimístným indexem IIC-4A-4.
Tvoří skladebnou část geomorfologického podcelku s názvem Žďárské vrchy (index IIC-4A) spolu s dalšími třemi geomorfologickými okrsky: Borovský les (index IIC-4A-1), Pohledeckoskalská vrchovina (index IIC-4A-2) a Devítiskalská vrchovina (index IIC-4A-3). V rámci Žďárských vrchů plochou nejmenší okrsek, v okrajových částech stoupajících svahů zalesněný, na dně kotliny podél řeky Svratky s roztroušenými dřevinami a vlhkými loukami, podél koryta řeky se zástavbou a silnicí II/354 (úsek Svratka – Křižánky – Sněžné). Na severovýchodě hraničí s okrskem Borovský les (Česká Cikánka – České Milovy), na východě až jihu s Pohledeckoskalskou vrchovinou, plochou největším okrskem (Podlesí u Sněžného – Sněžné na Moravě – Blatiny) a na jihozápadě až severu s Devítiskalskou vrchovinou, horopisně nejvyšším okrskem (Blatiny – Moravské Křižánky – Svratka).
Z hlediska historie geomorfologického vývoje tvaru zemského povrchu (georeliéfu) náleží Milovská kotlina do geomorfologického celku Hornosvratecká vrchovina (index IIC-4).
Hydrogeografickou osu sníženiny tvoří řeka Svratka s mnohočetnými meandry v široké údolní nivě a s prudkým ohybem koryta v závěru kotliny. Na území s poměrně malým sklonem mají mnohá místa mokřadní charakter s cennými přírodními prvky a pravidelně zaplavovanými loukami, je zde více slepých ramen řeky a mnohočetné tůně. Svratka přitéká do Milovské kotliny od severu v nadmořské výšce asi 614 m, přibližně pod lokalitou Nad lesem (bývalý Fixův mlýn) na rozhraní s Devítiskalskou vrchovinou, sníženinu opouští zhruba na úrovni 588 m n. m. v rozhraní s Pohledeckoskalskou vrchovinou.
Převážně údolní niva meandrující řeky Svratky, břehy lemované vrbou a olší, vlhké louky a mokřady s roztroušenými dřevinami a vlhkomilnými rostlinami. Okraje tvoří lesní lokality s převahou smrku na svazích širokého údolí omezeného hřbety geomorfologických okrsků Borovský les, Devítiskalská vrchovina a Pohledeckoskalská vrchovina. Přírodně nejhodnotnější dolní část kotliny je zvláště chráněným územím přírodní rezervace Meandry Svratky u Milov.

### Geologie
Geologické podloží tvoří horniny svrateckého krystalinika, zejména dvojslídný svor, v menší míře ortorula a v malých ostrůvcích mramor a drobně zrnitá biotitická rula, na okrajích dvojslídný migmatit až ortorula (paleozoikum až proterozoikum), v místech vodních toků a nádrží hlína, písek, štěrk nivního sedimentu (kvartér).

### Vodstvo
Vodstvo náleží do povodí řeky Svratky, nejvýznamnějšího vodního toku v Milovské kotlině, tvořící údolní nivu s mnoha meandry, část v přírodní rezervaci Meandry Svratky u Milov. Vydatností menší vodoteče tvoří přítoky řeky Svratky ve směru toku:
- Pravostranné – potoky pramenící v Devítiskalské vrchovině, Holcovský (prameniště v lokalitě Nad Kbelkou, ssv od vrcholu U žida, Herálec na Moravě), Kyšperský (pramen Vysoká studně,[8] severozápadně od přírodní památky Devět skal), Studený (prameniště severovýchodně od přírodní památky Lisovská skála), Černý (prameniště v katastru Samotín) a v Pohledeckoskalské vrchovině pramenící Blatinský potok (Blatiny).
- Levostranné – bezejmenné a pramenící v Borovském lese, v oblasti Milovské kotliny na katastru České Křižánky přítok v lokalitě „V hamrech“ – zdrojnice pod Bílou skalkou, Bubnovaným kopcem (780,1 m) a Českým kopcem (710 m), přítok pod vrcholem Horka (614,6 m) – zdrojnice pod přírodní památkou Milovské Perničky a přítok v lokalitě „V chaloupkách“ – zdrojnice pod přírodní rezervací Čtyři palice.

#### Rybníky
V obci Křižánky:
- Hastrmánek (České Křižánky), severozápadně od výškového bodu Horka
- Řásník (Moravské Křižánky), lokalita Řásnička, průtočný Studeným potokem
- Veselský a Kyšperský (Moravské Křižánky), v rybniční soustavě průtočné Kyšperským potokem

V části obce Milovy (Sněžné):
- Milovský, průtočný Černým potokem
- Nový, průtočný Blatinským potokem

### Výškové body

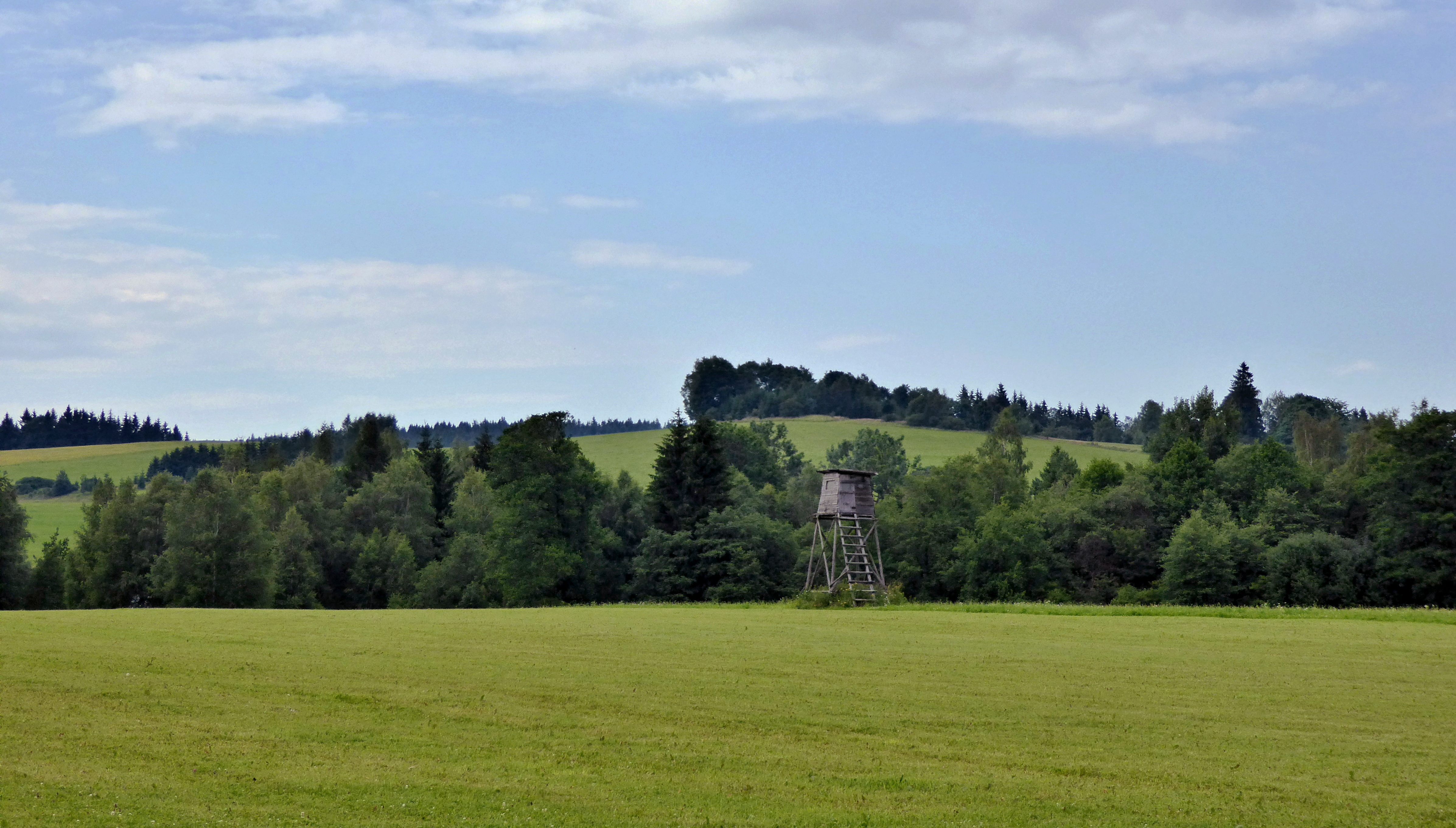
Na borovině, nejvyšší vrchol Milovské kotliny na úzkém hřbetu, vrcholová část s lesním porostem, pod ní stromy lemující koryto potoka Kyšperský, louky a pastviny

Polohy v nejvyšších nadmořských výškách leží po obvodu sníženiny nedaleko rozhraní se sousedními geomorfologickými jednotkami, v rámci vymezeného geomorfologického okrsku také výškové body na vyvýšeninách svahových kup zasahujících svoji plochou do oblasti kotliny, např. Horka (614,6 m, České Křižánky), vyvýšenina ve svahu pod přírodní rezervací Čtyři palice (převážně Borovský les) nebo Sochův kout (675,5 m), výškový bod na vrcholu svahové kupy, na severovýchod od přírodní památky Devět skal (Devítiskalská vrchovina). Celou plochou v Milovské kotlině úzký hřbet s výškovým bodem Na borovině (674,0 m) a několik zaměřených trigonometrických bodů České státní trigonometrické sítě:
- Za zahradou 597,8 m (Milovy), trigonometrický bod, louka nad Milovským rybníkem
- Dolní konec 611,9 m (rozhraní Blatiny a Sněžné na Moravě), trigonometrický bod, louka nad Novým rybníkem
- V chaloupkách 623,2 m (České Křižánky), vyvýšenina nad pravým břehem řeky Svratky, u silnice II/354 stejnojmenný trigonometrický bod 620,6 m
- Na Brušovci 657,7 m (rozhraní Moravské Křižánky a Moravská Svratka), trigonometrický bod ve stejnojmenné lesní lokalitě
- Na borovině 674,0 m (Moravské Křižánky), nejvyšší bod v rámci Milovské kotliny

## Ochrana přírody a krajiny
Celou plochou je součástí Chráněné krajinné oblasti Žďárské vrchy, na třech lokalitách zvláště chráněným územím maloplošného charakteru. Přírodní rezervace Meandry Svratky u Milov vyhlášena v roce 2014, v údolní nivě řeka lemována vrbou a olší, hustá vegetace je hnízdištěm ptactva (bekasina otavní, hýl rudý, krutihlav obecný), poskytuje ochranu chráněným a ohroženým druhům živočichů a rostlin. Do oblasti Milovské kotliny zasahuje severní částí přírodní památka Drátenická skála, skalní blok s vrcholem Drátník (775,9 m) leží již v Devítiskalské vrchovině a také zalesněným svahem jižní částí přírodní rezervace Čtyři palice, skalní útvary se nachází na území Borovského lesa.